# Matt Prokop
Matt Prokop (ur. 29 lipca 1990 w Victoria w stanie Teksas) – amerykański aktor.

## Biografia i kariera aktorska
Prokop urodził się w hrabstwie Victoria w stanie Teksas. W wieku 16 lat przeprowadził się do Los Angeles, gdzie rozpoczął karierę aktorską.
W 2011 roku zagrał Josha Rosena w filmie Disney Channel Original Movies Wymarzony luzer. Wystąpił również w innych filmach i serialach telewizyjnych jak: Hannah Montana, High School Musical 3: Ostatnia klasa, Powodzenia, Charlie!, Zemsta futrzaków i wielu innych.

## Filmografia
- 2007: Hannah Montana jako Troy McCann (gościnnie)
- 2008: High School Musical 3: Ostatnia klasa jako Jimmie "Rocket Man" Zara
- 2009: Medium jako Kyle "K.C." Covington (gościnnie)
- 2010: Zemsta futrzaków jako Tyler Sanders
- 2011: Powodzenia, Charlie! jako Evan (gościnnie)
- 2011: Wymarzony luzer jako Josh Rosen